# Sinistra Democratica (Irlanda)
Sinistra Democratica (in inglese Democratic Left) è stato un partito politico attivo in Irlanda dal 1992 al 1999. 
Esso si è affermato in seguito ad una scissione dal Partito dei Lavoratori, di cui ha raccolto la quasi totalità dell'elettorato, ed ha concluso la sua esperienza confluendo nel Partito Laburista.
La sua ideologia era il socialismo democratico. Suo leader è stato Proinsias De Rossa.